# Tassa sui rifiuti
La tassa sui rifiuti (TARI) è la tassa relativa alla gestione dei rifiuti in Italia, destinata a finanziare i costi del servizio di raccolta e smaltimento dei rifiuti, a carico dell'utilizzatore.

## Storia
È stata introdotta con la legge 27 dicembre 2013, n. 147 (legge di stabilità) per il 2014 in sostituzione delle precedenti Tariffa di igiene ambientale (TIA) e Tassa per lo smaltimento dei rifiuti solidi urbani (TARSU) e Tributo comunale sui rifiuti e sui servizi (TARES). Tale tributo faceva parte dell'imposta unica comunale (IUC) insieme con l'imposta municipale propria (IMU) e il tributo per i servizi indivisibili (TASI).

## Presupposto
Il presupposto della tassa sui rifiuti è il possesso o la detenzione a qualsiasi titolo di locali o di aree scoperte, a qualsiasi uso adibiti, suscettibili di produrre rifiuti urbani. Sono escluse dalla tassa sui rifiuti le aree scoperte pertinenziali o accessorie a locali tassabili, non operative, e le aree comuni condominiali che non siano detenute o occupate in via esclusiva.

## Caratteristiche
La tassa sui rifiuti è dovuta da chiunque possieda o detenga a qualsiasi titolo locali o aree scoperte, a qualsiasi uso adibiti, suscettibili di produrre rifiuti urbani. In caso di pluralità di possessori o di detentori, essi sono tenuti in solido all'adempimento dell'unica obbligazione tributaria. Il calcolo è effettuato dal comune italiano competente, in base alla superficie quadrata calpestabile.
Il comune può prevedere una riduzione o esenzione per utenze non domestiche «proporzionale alla quantità, debitamente certificata, dei beni e dei prodotti ritirati dalla vendita e oggetto di donazione» a indigenti e persone in difficoltà (legge 27 dicembre 2013, n. 147, art. 1, comma 652), e riduzioni o agevolazioni, fra gli altri, per le «abitazioni con unico occupante» (art. 1, comma 659, lettera a)).